# Asplenium pteridoides
Asplenium pteridoides är en svartbräkenväxtart som beskrevs av Bak. Asplenium pteridoides ingår i släktet Asplenium och familjen Aspleniaceae. Inga underarter finns listade.